# Norbert Barisits
Norbert Barisits (* 6. Juni 1957 in Siegendorf; † 22. Juni 2023) war ein österreichischer Fußballtrainer.

## Leben
Barisits war während seiner Trainerkarriere unter anderem bei SC Untersiebenbrunn, TSV Hartberg und dem LASK Linz tätig – bei letzterem in Personalunion auch als Sportdirektor. Bis Mai 2008 trainierte er den österreichischen Regionalligisten SC Eisenstadt.
Von Juni 2008 bis Juli 2010 war er beim ASV Siegendorf als Trainer tätig.
Von September 2010 bis 2013 war der Burgenlandkroate Trainer des burgenländischen Landesligisten ASKÖ Stinatz. Später trainierte er den Wiener Traditionsklub 1. Simmeringer SC. Barisits hat in seiner Trainerkarriere insgesamt 19 Titel (Meisterschaft, Cup, Stadthallenturnier, Amateur-Mitropacup) errungen und gilt als einer der erfolgreichsten Trainer des Burgenlandes. 
Beruflich war der mehrsprachige Barisits (deutsch, englisch, französisch, serbokroatisch) als Lehrer (BEd, MBA) tätig, außerdem war er Geschäftsführer bei der Barisits Tankstellen Betriebs GmbH, welche insgesamt 8 Tankstellen im Burgenland betreibt.  